# Mariss Jansons
Mariss Ivars Georgs Jansons (Riga, 14 januari 1943 – Sint-Petersburg,  1 december 2019) was een dirigent uit Letland.

## Biografie
Jansons werd geboren tijdens de onderduikperiode van zijn ouders, de dirigent Arvīds Jansons (1914-1984) en de mezzosopraan Iraīda Jansone (oorspronkelijk Ida Blumenfeld), beiden werkzaam aan de Opera van Riga. Kort voor Mariss' geboorte was zijn moeder ontsnapt uit het Getto van Riga, waar ze in afwachting van deportatie was geïnterneerd met haar Joodse familieleden, die het niet overleefden. 
Toen Mariss Jansons dertien jaar was verhuisde het gezin naar Leningrad (nu Sint-Petersburg), omdat zijn vader benoemd was tot tweede dirigent van de Leningrader Philharmonie. Mariss studeerde viool, piano en directie aan het Conservatorium van Leningrad, waar hij cum laude afstudeerde. Hij studeerde verder bij Hans Swarowsky en Herbert von Karajan.
Jansons dirigeerde net als zijn vader de Leningrader Philharmonie als assistent van Jevgeni Mravinski. Zijn debuut buiten de Sovjet-Unie was bij het Sjællands Symfoniorkester, het huisorkest van Tivoli in Kopenhagen. Hij was vervolgens twintig jaar chef-dirigent van het Filharmonisch Orkest van Oslo. In april 1996 kreeg hij een ernstig hartinfarct terwijl hij in Oslo La bohème dirigeerde. Van 1996 tot 2004 was hij chef van het Pittsburgh Symphony Orchestra. Hij was in die periode gastdirigent bij onder meer het Boston Symphony Orchestra, het Chicago Symphony Orchestra, het New York Philharmonic, de Berliner Philharmoniker, de Wiener Philharmoniker en het Koninklijk Concertgebouworkest. Jansons dirigeerde in 1994 en 2002 de Berliner Philharmoniker op het jaarlijkse openluchtconcert in de Berliner Waldbühne en was op de nieuwjaarsdagen van 2006, 2012 en 2016 dirigent van het Nieuwjaarsconcert van de Wiener Philharmoniker.

### Twee chef-dirigentschappen
Jansons leidde twee vooraanstaande symfonieorkesten tegelijk. Sinds 2003 was hij chef-dirigent van het Symphonieorchester des Bayerischen Rundfunks in München als opvolger van Lorin Maazel. Hij volgde in 2004 Riccardo Chailly op als chef-dirigent van het Koninklijk Concertgebouworkest in Amsterdam. Zijn repertoirekeuze sloot aan bij de traditie van beide orkesten. De nadruk lag op de grote orkestwerken van Bruckner, Mahler, Strauss en Sjostakovitsj. Daarnaast dirigeerde hij onder meer Stravinsky, Messiaen, Schnittke, Henze en Sjtsjedrin. Ook heeft hij grote koorwerken, zoals het Messa da Requièm van Verdi, en opera's gedirigeerd. Volgens critici werd zijn stijl gekenmerkt door een diepe en welluidende orkestklank, in het bijzonder bij de strijkers.
Na het concertseizoen 2014-2015 stopte Mariss Jansons om gezondheidsredenen bij het Koninklijk Concertgebouworkest. Het orkest in München hield hij aan. Na zijn laatste concert in Amsterdam op 20 maart 2015 werd een portret van Jansons onthuld, bedoeld voor de dirigentenfoyer van het Concertgebouw en gemaakt door de Belgische kunstschilder Sam Dillemans. Met ingang van het seizoen 2016-2017 werd Jansons opgevolgd door de Italiaan Daniele Gatti.
Jansons overleed op 76-jarige leeftijd aan hartproblemen in zijn huis in Sint-Petersburg.

## Onderscheidingen
De dirigent en het met hem verbonden orkest werden meermaals onderscheiden. Zo kreeg Jansons de volgende eerbewijzen:
Ridderorden en Orden van Verdienste
- Oostenrijks Erekruis voor Wetenschap en Kunst
- Orde van de Drie Sterren, de hoogste onderscheiding in Letland, in 2006
- Beierse Maximiliaansorde voor Wetenschap en Kunst
- Bundesverdienstkreuz van Duitsland op 27 oktober 2013[5]
- Ridder in de Orde van de Nederlandse Leeuw op 1 november 2013[6]
- zilveren Medaille van de Stad Amsterdam bij afscheid bij het Concertgebouworkest op 20 maart 2015.

Prijzen
- lid van de Royal Academy of Music in het Verenigd Koninkrijk
- lid van het Gesellschaft der Musikfreunde in Wenen
- Cannes Classical Award als kunstenaar van het jaar 2006 op de Midem in Cannes
- Grammy Award in de categorie 'beste orkestprestatie' voor de opname van de 13e symfonie Babi Yar van Dmitri Sjostakovitsj met Sergej Aleksasjkin en het Symphonieorchester und Chor des Bayerischen Rundfunks in februari 2006
- 'dirigent van het jaar 2011' van het tijdschrift 'Opernwelt' voor de uitvoering van Jevgeni Onegin van Tsjaikovski bij De Nederlandse Opera
- IJ-prijs 2012 (samen met Jan Raes)[7]
- Ernst von Siemens Muziekprijs in 2013.

## Dvd's
| Dvd's met hitnoteringen in de Nederlandse Music Top 30 | Datum van verschijnen | Datum van binnenkomst | Hoogste positie | Aantal weken | Opmerkingen |
| ------------------------------------------------------ | --------------------- | --------------------- | --------------- | ------------ | --- |
| Neujahrskonzert 2012                                   | 2012                  | 28-01-2012            | 18              | 1            | Walsen, marsen en polka's van Johann Strauss jr., Johann Strauss sr., Eduard Strauss, Josef Strauss, Josef Hellmesberger jr. Carl Michael Ziehrer, Hans Christian Lumbye en Pjotr Iljitsj Tsjaikovski met de Wiener Philharmoniker in de Goldener Saal van de Wiener Musikverein |
| Neujahrskonzert 2016                                   | 2016                  | 06-02-2016            | 1(1wk)          | 5            | Walsen, marsen en polka's van Johann Strauss jr., Johann Strauss sr., Eduard Strauss, Josef Strauss, Josef Hellmesberger sr., Carl Michael Ziehrer, Robert Stolz en Émile Waldteufel met de Wiener Philharmoniker in de Goldener Saal van de Wiener Musikverein                  |

1. Willem Kes (1888-95) · 2. Willem Mengelberg (1895-1945) · 3. Eduard van Beinum (1945-1959) · Bernard Haitink en Eugen Jochum (gezamenlijk 1961-1963) · 4. Bernard Haitink (1963-1988) · 5. Riccardo Chailly (1988-2004) · 6. Mariss Jansons (2004-2015)  · 7. Daniele Gatti (2016-2018) · 8. Klaus Mäkelä (2027-)
- Bibliothèque nationale de France: cb138955848 (data)
- CiNii: DA09921317
- Gemeinsame Normdatei: 123796806
- International Standard Name Identifier: 0000 0001 0914 4113
- Library of Congress Control Number: n83020571
- Nationale Bibliotheek van Letland: 000071555
- MusicBrainz: 0965cb8c-4528-44fb-b48e-38920bd9a1cc
- Nationale Bibliotheek van Tsjechië: xx0079341
- Nationale Bibliotheek van Israël: 987007315105105171
- Nationale Bibliotheek van Polen: a0000002549736
- Nationale en Universitaire bibliotheek Zagreb: 000477299
- Nederlandse Thesaurus van Auteursnamen: 07237148X
- SNAC: w6fj37f7
- Système universitaire de documentation: 083049665
- Virtual International Authority File: 71578376
- WorldCat: E39PBJwp33VPHFGdkTMCXtJhpP